# Dubai Tennis Championships 2024
Dubai Tennis Championships 2024 a fost un turneu profesionist de tenis de nivel ATP 500 din Circuitul ATP 2024 și un turneu WTA 1000 din Circuitul WTA 2024. Ambele evenimente au avut loc la Aviation Club Tennis Center din Dubai, Emiratele Arabe Unite. Turneul feminin a avut loc în perioada 18–24 februarie, iar turneul masculin în perioada 26 februarie – 2 martie. A fost cea de-a 32-a ediție a turneului masculin și cea de-a 24-a ediție a turneului feminin.

## Campioni

### Simplu masculin
Pentru mai multe informații consultați Dubai Tennis Championships 2024 – Simplu masculin

### Simplu feminin
Pentru mai multe informații consultați Dubai Tennis Championships 2024 – Simplu feminin

### Dublu masculin
Pentru mai multe informații consultați Dubai Tennis Championships 2024 – Dublu masculin

### Dublu feminin
Pentru mai multe informații consultați Dubai Tennis Championships 2024 – Dublu feminin

## Puncte și premii în bani

### Distribuția punctelor
| Probă           | C    | F   | SF  | QF  | Runda 3 | Runda 2 | Runda 1 | Q   | Q2  | Q1  |
| Simplu feminin  | 1000 | 650 | 390 | 215 | 120     | 65      | 10      | 30  | 20  | 2   |
| Dublu feminin   | 1000 | 650 | 390 | 215 | 120     | 10      | N/A     | N/A | N/A | N/A |
| Simplu masculin | 500  | 330 | 200 | 100 | N/A     | 50      | 0       | 25  | 13  | 0   |
| Dublu masculin  | 500  | 300 | 180 | 90  | N/A     | 0       | N/A     | 45  | 25  | 0   |

### Premii în bani
| Probă           | C         | F         | SF        | QF       | Runda 3  | Runda 2  | Runda 1  | Q2       | Q1      |
| Simplu feminin  | 523.485 $ | 308.320 $ | 158.944 $ | 72.965 $ | 36.454 $ | 20.650 $ | 14.800 $ | 8.800 $  | 4.610 $ |
| Dublu feminin*  | 154.160 $ | 86.710 $  | 46.570 $  | 24.090 $ | 13.650 $ | 9.100 $  | N/A      | N/A      | N/A     |
| Simplu masculin | 550.140 $ | 296.000 $ | 157.755 $ | 80.600 $ | N/A      | 43.025 $ | 22.945 $ | 11.760 $ | 6.595 $ |
| Dublu masculin* | 180.700 $ | 96.370 $  | 48.760 $  | 24.380 $ | N/A      | N/A      | 12.620 $ | N/A      | N/A     |

*per echipă